# Лінкольнвілл (Канзас)
Лінкольнвілл (англ. Lincolnville) — місто (англ. city) в США, в окрузі Меріон штату Канзас. Населення — 168 осіб (2020).

## Географія
Лінкольнвілл розташований за координатами 38°29′40″ пн. ш. 96°57′41″ зх. д. / 38.49444° пн. ш. 96.96139° зх. д. (38.494382, -96.961485).  За даними Бюро перепису населення США в 2010 році місто мало площу 0,57 км², уся площа — суходіл.

## Демографія
Згідно з переписом 2010 року, у місті мешкали 203 особи в 81 домогосподарстві у складі 54 родин. Густота населення становила 355 осіб/км².  Було 102 помешкання (179/км²).
Расовий склад населення:
| - 95,6 % — білих - 2,5 % — корінних американців - 1,5 % — осіб інших рас |

До двох чи більше рас належало 0,5 %. Частка іспаномовних становила 5,4 % від усіх жителів.
За віковим діапазоном населення розподілялося таким чином: 30,5 % — особи молодші 18 років, 55,2 % — особи у віці 18—64 років, 14,3 % — особи у віці 65 років та старші. Медіана віку мешканця становила 36,8 року. На 100 осіб жіночої статі у місті припадало 109,3 чоловіків;  на 100 жінок у віці від 18 років та старших — 104,3 чоловіків також старших 18 років.
Середній дохід на одне домашнє господарство  становив 58 023 долари США (медіана — 54 732), а середній дохід на одну сім'ю — 65 802 долари (медіана — 63 482). Медіана доходів становила 43 750 доларів для чоловіків та 19 792 долари для жінок. За межею бідності перебувало 32,4 % осіб, у тому числі 59,3 % дітей у віці до 18 років та 7,8 % осіб у віці 65 років та старших.
Цивільне працевлаштоване населення становило 115 осіб. Основні галузі зайнятості: освіта, охорона здоров'я та соціальна допомога — 35,7 %, сільське господарство, лісництво, риболовля — 17,4 %, публічна адміністрація — 10,4 %, виробництво — 5,2 %.